# Impasse du Loup
L'impasse du Loup  (en alsacien : Wolfsgässel) est une voie sans issue de Strasbourg, rattachée administrativement au quartier Bourse - Esplanade - Krutenau. 

## Situation et accès
Située dans le quartier historique de la Krutenau, à proximité de l'église Saint-Guillaume et du pont du même nom, elle s'ouvre entre le no 4 et le no 5 du quai des Pêcheurs. Elle est parallèle à la rue Saint-Guillaume, avec laquelle elle partage une partie de son histoire.

## Histoire et origine du nom
La première appellation connue (Badestubgesselin) est attestée du XIVe au XVIe siècle, en référence à des bains publics (Badestub), cités dès 1327, qui se trouvaient au début de la rue.

Un peu plus tardive, la thématique du loup s'appuie sur le nom de l'auberge Zum dem Wolff (Haus zum Wolf), mentionnée dès 1427.
Apparaissent ensuite Stäussengesselin (1580) et Steyssengesselin (1587), que l'on a pu traduire par « ruelle de la  bouche à feu ». 
En 1619, le premier jardin botanique de Strasbourg, surtout destiné à la culture de plantes médicinales, s'ouvre à la Krutenau, sur l'emplacement de l'actuelle école supérieure des arts décoratifs. Un accès se trouve dans le Badestubgesselin. Selon les sources, il s'agit de l'entrée principale ou de la maison du jardinier.

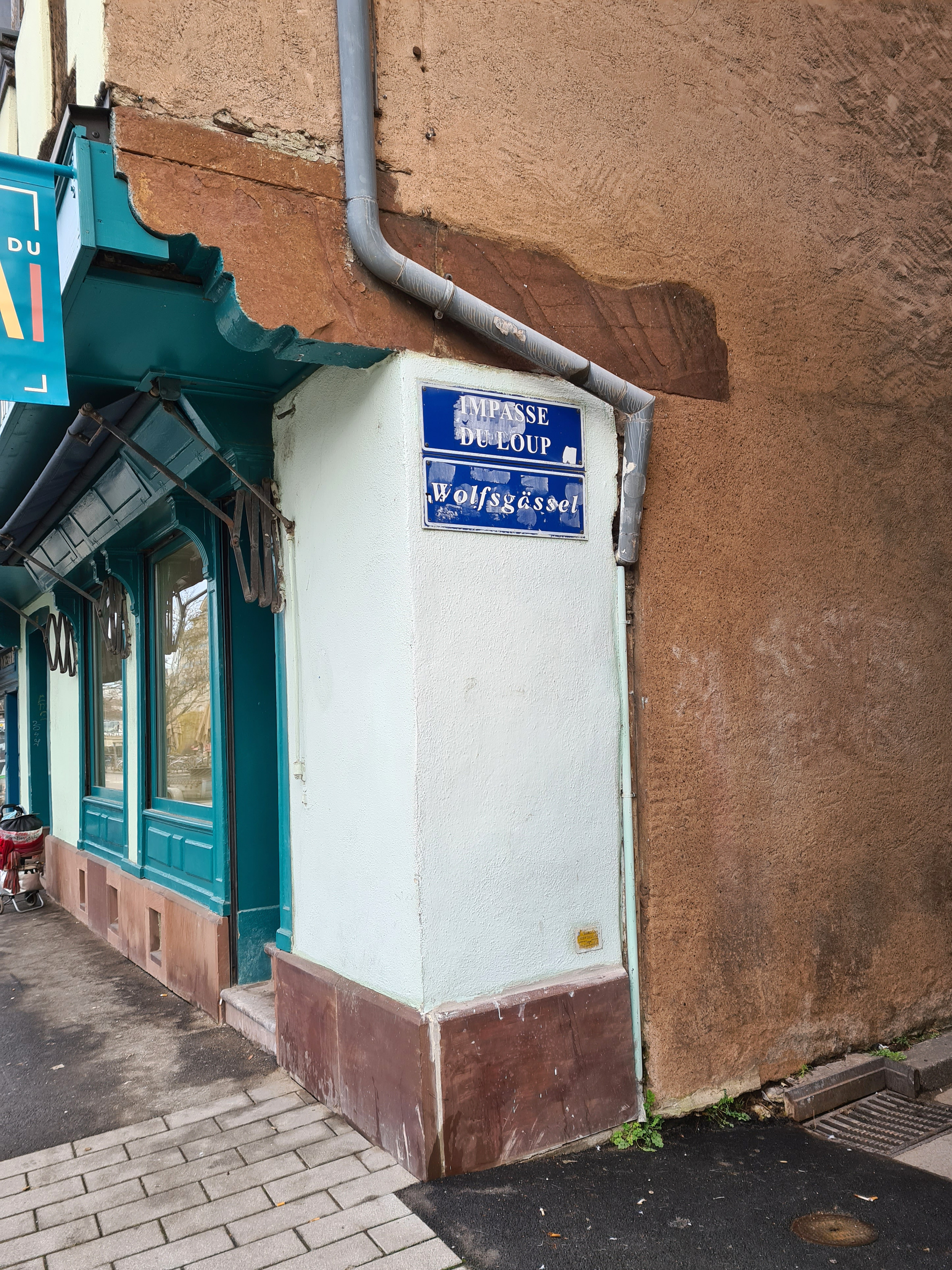
Plaque bilingue, en français et en alsacien, à l'entrée de l'impasse.

Au début du XVIIIe siècle il est fait mention de l'hôtel particulier de Voltz d'Altenau, doté d'un jardin dans l'impasse du Loup.
Au moment de la Révolution, la voie est renommée « rue des Pavots » (1794). Elle est désignée comme la « rue des Loups » en 1837, puis comme l'« impasse du Loup » en 1856, une dénomination reprise depuis 1945.
En 1969, plusieurs maisons appartenant à la Ville, dans la rue Saint-Guillaume et l'impasse du Loup, sont démolies. Un projet de construction d'une résidence pour personnes âgées aboutit en 1977.
À partir de 1995, des plaques de rues bilingues, à la fois en français et en alsacien, sont mises en place par la municipalité lorsque les noms de rue traditionnels étaient encore en usage dans le parler strasbourgeois. Le nom de cette impasse est alors sous-titré Wolfsgässel.

## Description
Avec la démolition de plusieurs maisons en 1969 et la construction d'une résidence pour personnes âgées, l'impasse du Loup est amputée d'une partie de son tracé et clôturée à son extrémité par une porte grillagée. On aperçoit cependant les colombages d'une ancienne maison.

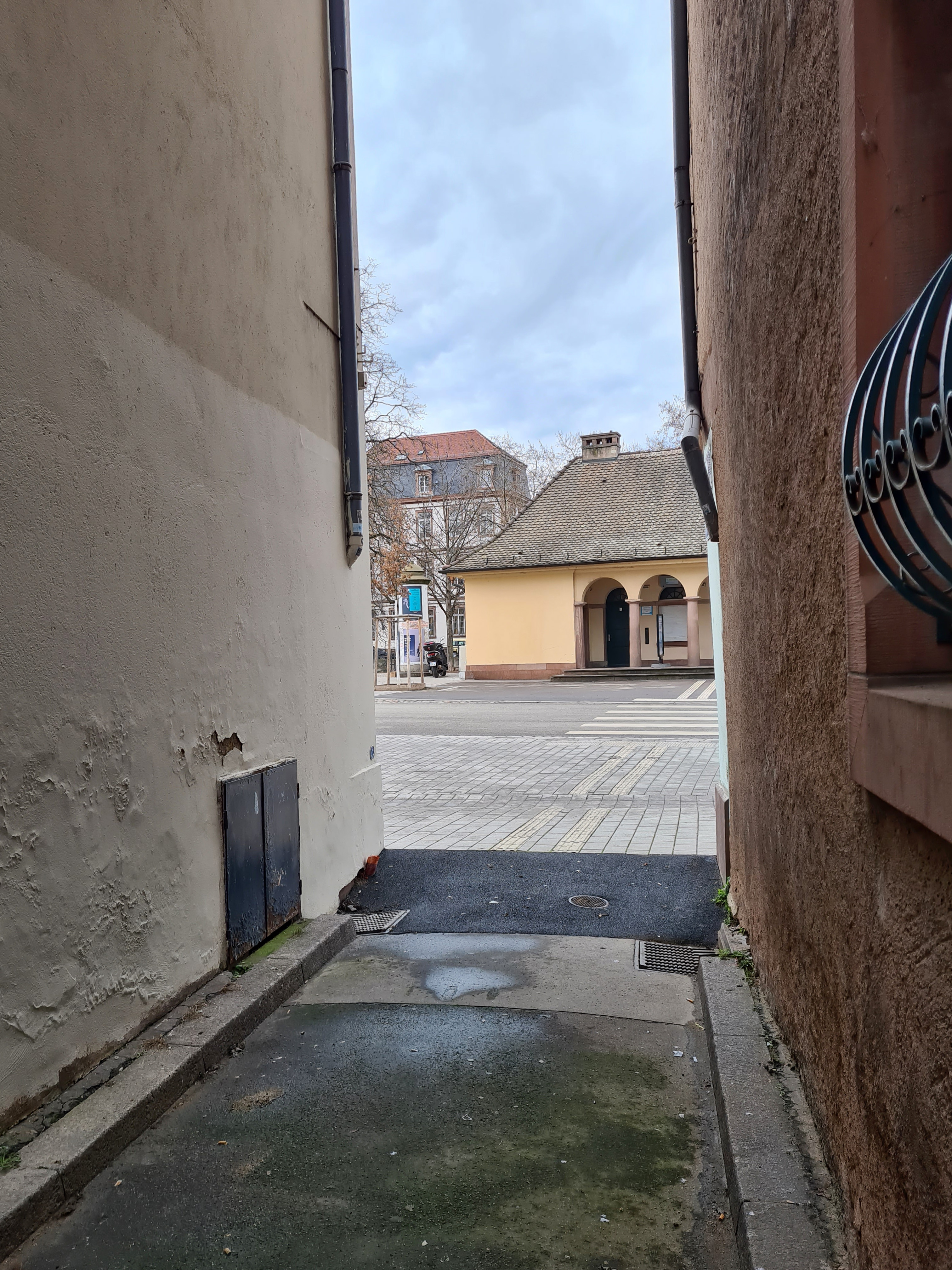
Perspective vers le quai des Pêcheurs.
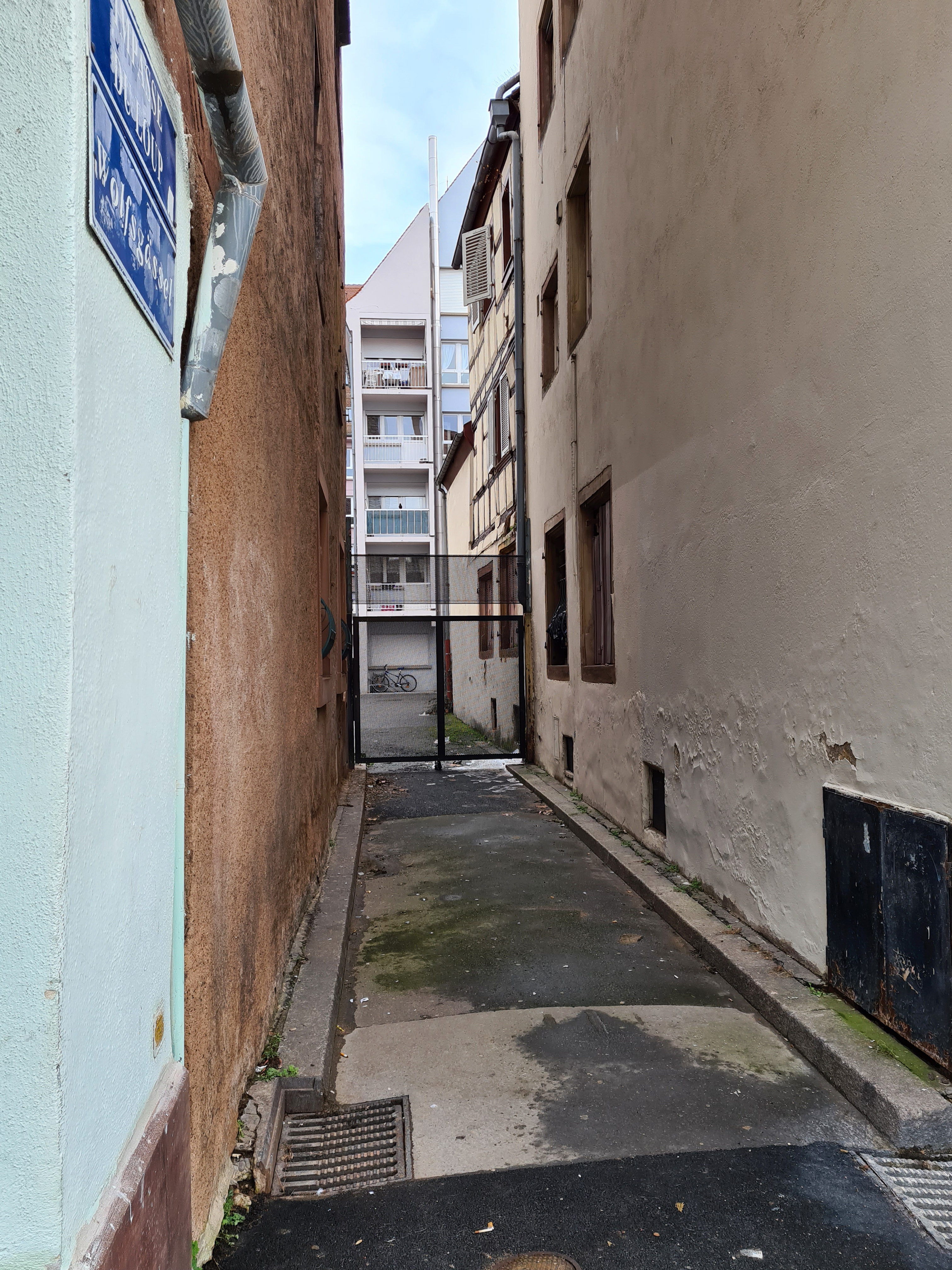
Perspective vers le fond de l'impasse.
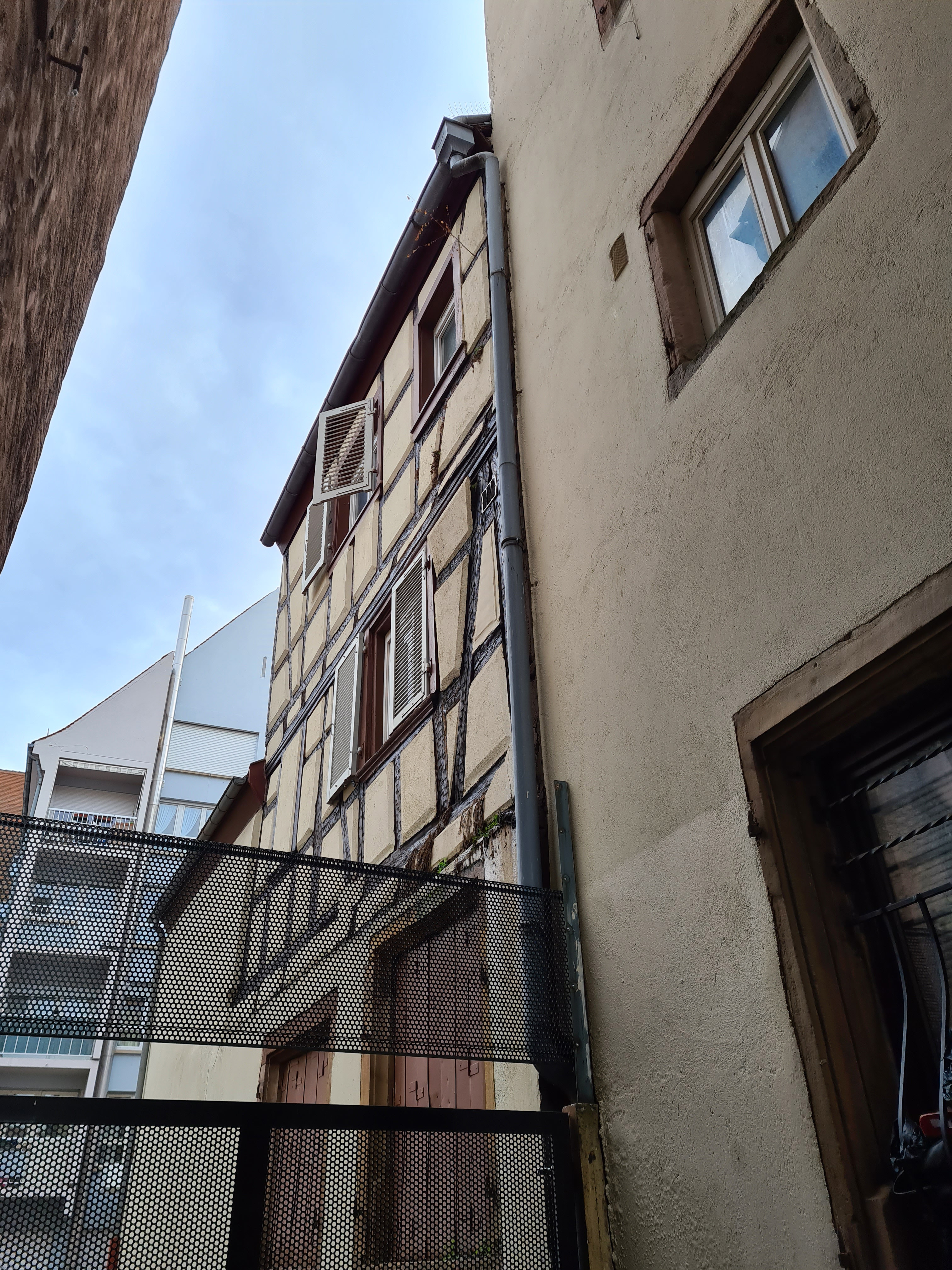
Grille et colombages.